# Nora (Nebraska)
Nora – wieś w Stanach Zjednoczonych, w stanie Nebraska, w hrabstwie Nuckolls, oddalone o około 9 kilometrów (5,5 mili) w linii prostej od miasta Nelson.